# Santiago Samanes Bonito
Santiago Samanes Bonito, conocido como Santi Samanes (Berriozar, Navarra, España, 28 de julio de 1995), es un futbolista español que juega como extremo en el Club Deportivo Lugo.

## Carrera
Santi Samanes es un jugador habilidoso formado en la cantera del Club Deportivo Pamplona, donde debutó en la Tercera División. Durante la temporada 2013-14, su segunda como juvenil, disputó 19 partidos y anotó 7 goles, lo que atrajo la atención de equipos de categorías superiores.
En la temporada 2014-15, se unió al Peña Sport Fútbol Club, con el que logró el campeonato del grupo navarro de la Tercera División y el ascenso a la Segunda División B tras superar los playoffs.
En la temporada 2015-16, fichó por el Club Deportivo Tudelano, equipo con el que jugó 27 partidos en la Segunda División B.
En 2016, Samanes se incorporó al Real Valladolid Club de Fútbol Promesas, firmando un contrato de dos años para continuar en la Segunda División B. Durante su tiempo en el equipo filial del Real Valladolid Club de Fútbol, fue un jugador clave, acumulando experiencia en la categoría de bronce.
En la temporada 2018-19, se unió al Coruxo Fútbol Club en la Segunda División B, donde destacó con cuatro goles en una temporada regular.
El 13 de junio de 2019, firmó con el Arka Gdynia Sportowa Spółka Akcyjna de la Ekstraklasa polaca, lo que representó su primera experiencia en el extranjero. Describió el cambio como "un paso adelante en mi carrera". Debutó con el Arka Gdynia el 7 de febrero de 2020 en un partido contra el Klub Sportowy Cracovia, después de haber estado fuera de la primera mitad de la temporada por una lesión.
En la temporada 2020-21, regresó a España y firmó nuevamente con el Club Deportivo Tudelano, donde jugó primero en la Segunda División B y luego en la nueva Primera División RFEF en la temporada 2021-22. Fue una pieza importante en el equipo, consolidándose como uno de los jugadores ofensivos más destacados.
El 24 de enero de 2022, fichó por la Real Balompédica Linense en la Primera División RFEF, reforzando su ataque para la segunda mitad de la temporada. Su rendimiento llamó la atención de la Sociedad Deportiva Logroñés, equipo con el que firmó en julio de 2022 para disputar otra temporada en la Primera División RFEF.
El 26 de junio de 2023, tras una destacada temporada con la Sociedad Deportiva Logroñés en la que fue uno de los jugadores clave en el ataque del equipo, firmó por la Cultural y Deportiva Leonesa, donde se reencontró con el entrenador Raúl Llona, quien también se unió al club leonés esa temporada.
El 1 de julio de 2025, pasa a formar parte de la plantilla del Club Deportivo Lugo, de la Primera Federación RFEF.

## Clubes
| Club                         | País    | Años      |
| ---------------------------- | ------- | --------- |
| Club Deportivo Pamplona      | España  | 2013-2014 |
| Peña Sport Fútbol Club       | España  | 2014-2015 |
| Club Deportivo Tudelano      | España  | 2015-2016 |
| Real Valladolid Promesas     | España  | 2016-2018 |
| Coruxo Fútbol Club           | España  | 2018-2019 |
| Arka Gdynia                  | Polonia | 2019-2020 |
| Club Deportivo Tudelano      | España  | 2020-2022 |
| Real Balompédica Linense     | España  | 2022      |
| Sociedad Deportiva Logroñés  | España  | 2022-2023 |
| Cultural y Deportiva Leonesa | España  | 2023-2025 |
| Club Depotivo Lugo           | España  | 2025-Act  |